# Litomyšlské dny barokní tradice

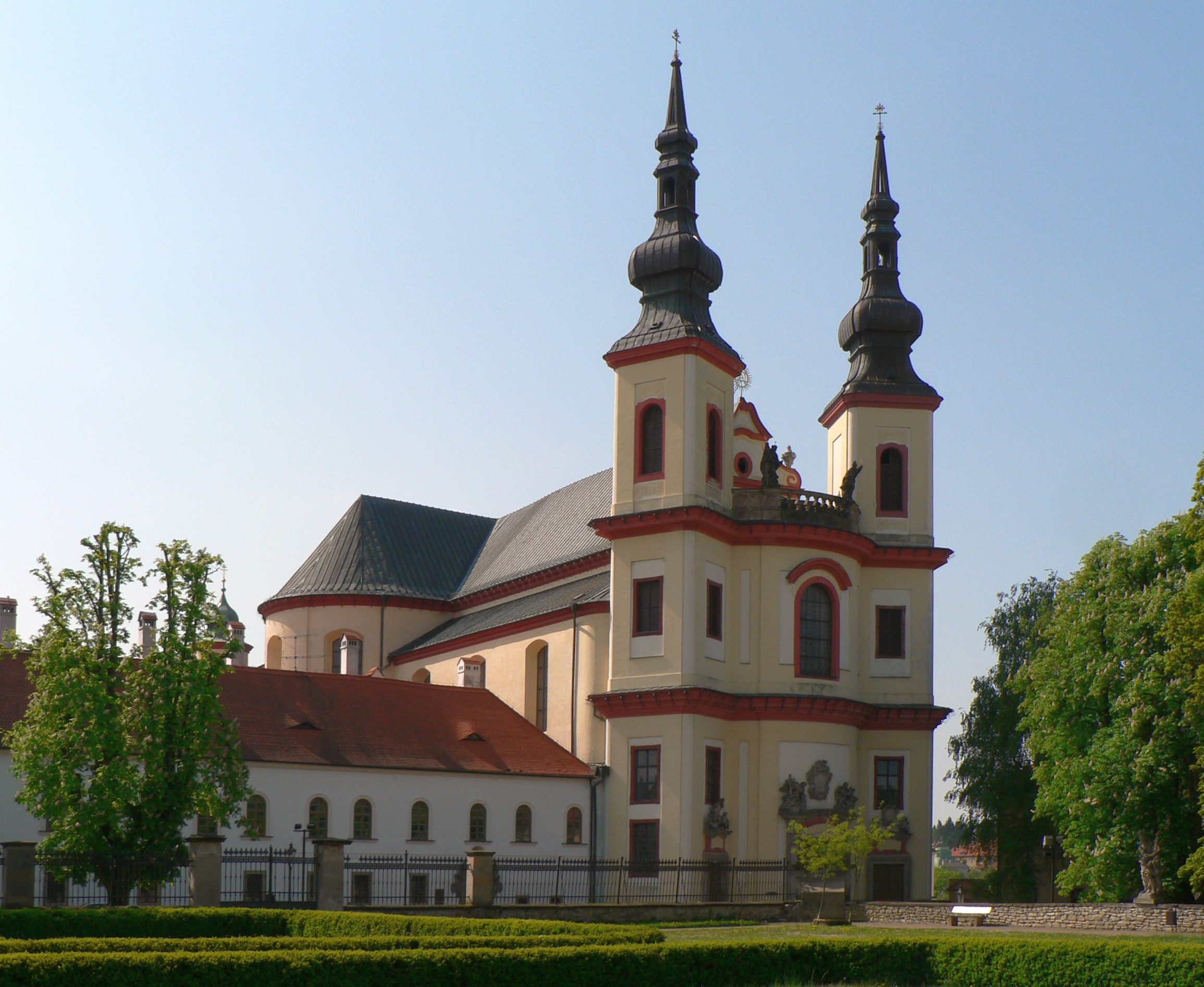
Litomyšlský piaristický chrám Nalezení sv. Kříže, dějiště festivalu

Litomyšlské dny barokní tradice je duchovně-kulturní festival pořádaný v Litomyšli (okrese Svitavy v Pardubickém kraji) římskokatolickou farností - proboštstvím Litomyšl. Festival je pořádaný každoročně od roku 2016. Jeho cílem je upozorňovat na dědictví baroka a jeho pozitivní vliv na českou kulturu. Tento unikátní projekt umožňuje dnešnímu člověku náboženské prožívání, známé pod pojmem barokní zbožnost.

## Založení festivalu a jeho pořadatelé
První ročník se uskutečnil v srpnu 2016. O jeho založení se zasloužili představení proboštství Litomyšl a starosta města Litomyšl. V čele festivalu stojí Vítek Večeře a administrátor litomyšlské farnosti Zdeněk Mach. Festival zaštiťují především Mons. Jan Vokál, Mons. Pavel Konzbul a starosta města Radomil Kašpar. O hudební dramaturgií se stará Veronika Kladivová, o výtvarnou stránku projektu Věrka Sejkorová-Kašparová. S festivalem spolupracují některé místní instituce, například Městská galerie Litomyšl, partnerským festivalem jsou Dačické barokní dny.

## Proč se festival pořádá

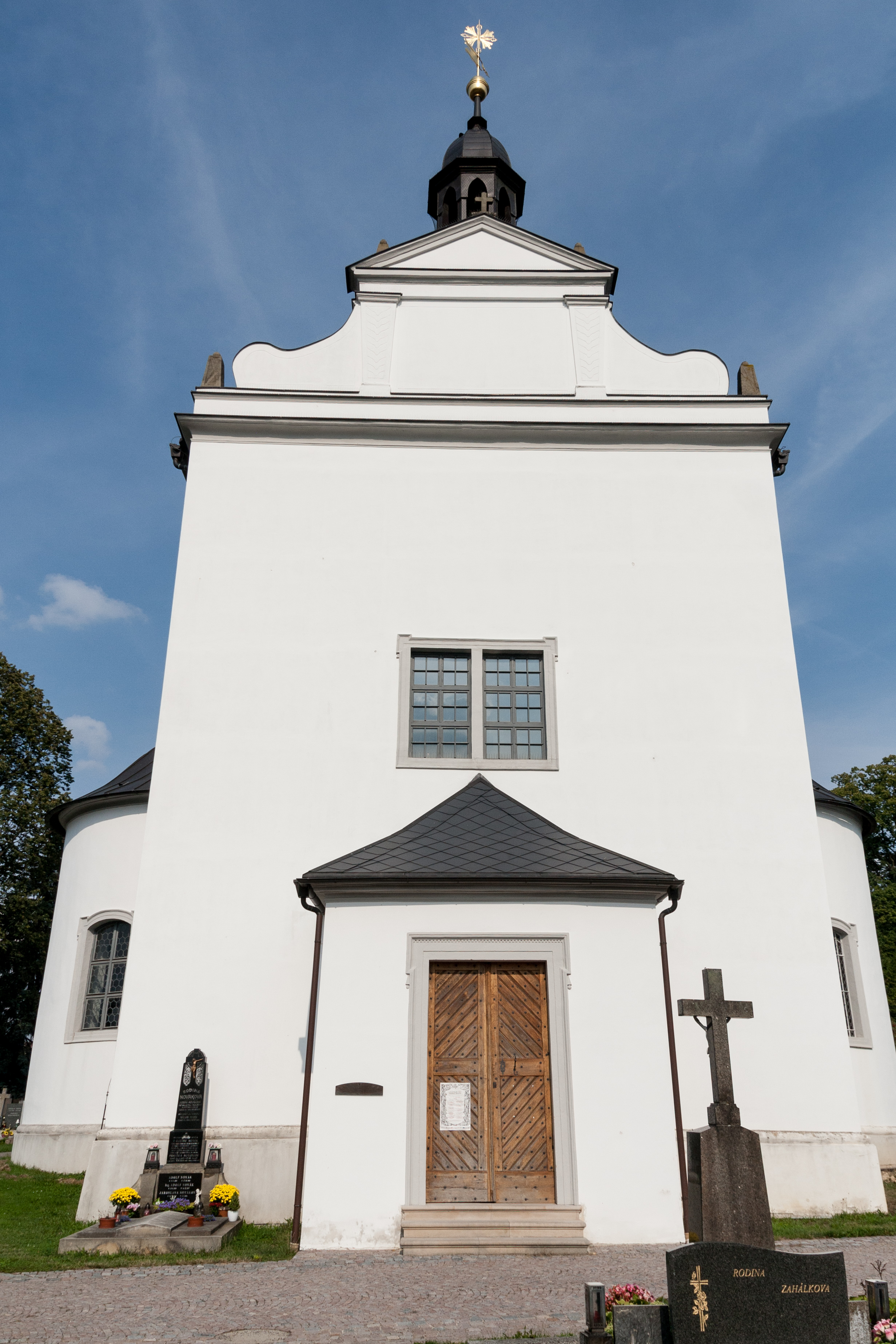
Kostel sv. Anny, dějiště festivalu

Smyslem akce je připomenout dosud živé dědictví české barokní zbožnosti a zdůraznit pozitivní vliv pobělohorské doby na českou kulturu a spiritualitu. Klade si za cíl oslovit co nejširší spektrum veřejnosti a všechny akce jsou proto bezplatné. Návštěvníci však mohou zaplatit dobrovolné vstupné na jednotlivých akcích nebo přispět peněžitým darem na farnost.
Festival nabízí rovinu duchovní, která se zaměřuje na katolickou veřejnost, a rovinu kulturní, která se snaží oslovit nekatolíky jiného vyznání nebo ateisty. Propojení kulturní a duchovní roviny umožňuje kombinace koncertů, přednášek, mší, poutí a pobožností. Toto propojení je zcela unikátní, žádný jiný festival konaný na území České republiky takové propojení nenabízí.

## Kdy a kde se pořádá
Festival se pořádá každoročně od roku 2016. Probíhá v polovině srpna a trvá osm dní, od neděle do neděle. Festival se pořádá na několika místech Litomyšle a v jejím okolí, především v kapitulním kostele Povýšení sv. kříže, piaristickém kostele Nalezení sv. kříže a v kostele sv. Anny. Své prostory poskytuje také proboštství, dvoupodlažní dům s kaplí sv. Markéty. Pro festival jsou využívány i venkovní prostory, okolí Mariánského sloupu na náměstí Litomyšle nebo nedaleký zámek Nové Hrady.

## Historie festivalu

### 1. ročník festivalu 14. – 21. srpna 2016
Návštěvníci si mohli vybrat jednotlivé mše, koncerty barokní hudby, přednášky nebo procesí. Festival nabídl i celotýdenní akce, v horním sále proboštství byla instalována "Výstava barokní liturgie" a v kostele sv. Anny se každý den konaly večerní mše svaté.

### 2. ročník festivalu 13. – 20. srpna 2017
Návštěvníci si opět mohli vybrat jednotlivé mše svaté v řádném i mimořádném římském ritu, koncerty barokní hudby, barokní divadelní hru, přednášky, procesí nebo procházky s výkladem. Mnohé zaujala Mariánská pobožnost pod širým nebem s výkladem o Mariánském sloupu nebo celodenní poutní mše svatá s procesím ke kostelu Panny Marie Pomocné na Chlumku.

### 3. ročník festivalu 15.–19. srpna 2018
Návštěvníci si opět mohli vybrat jednotlivé mše nebo koncerty barokní hudby. Mnohé zaujala přednáška „Umění a jeho tvůrci v Litomyšli kolem roku 1720“ nebo celodenní pouť na horu Matky Boží v Králíkách.

### 4. ročník festivalu 11.–18. srpna 2019
Návštěvníci si opět mohli vybrat jednotlivé mše nebo koncerty barokní hudby. Mohli si prohlédnout unikátní výstavu „Litomyšlští skladatelé“ na kůru kostela Povýšení sv. kříže v Litomyšli nebo se se svými dětmi zúčastnit celotýdenní interaktivní soutěže pro děti.

### 5. ročník festivalu 12.–16. srpna 2020
Návštěvníci si opět mohli vybrat jednotlivé mše nebo koncerty barokní hudby.  V proboštském kostele Povýšení sv. Kříže se konal hudebně-literární program věnovaný Panně Marii - Mariánský večer, v Rajském dvoře piaristické koleje hra o sv. Janu Nepomuckém. Rodiče s dětmi ocenili celotýdenní dětskou soutěž o ceny na téma Tomáše Pešiny z Čechorodu a Giovanniho Battisty Alliprandiho.